# World Series of Poker 1981
1981 års World Series of Poker (WSOP) pokerturnering hölls vid Binion's Horseshoe.

## Inledande event
| Event                        | Vinnare                         | Pris (USD) | Tvåa        |
| ---------------------------- | ------------------------------- | ---------- | ----------- |
| $1 000 Draw High             | Ed Barmach                      | $18 000    | Okänt       |
| $600 Mixed Doubles           | Frank Cardone & Juanda Matthews | $7 800     | Okänt       |
| $1 500 No Limit Hold'em      | Fredric David                   | $96 000    | Okänt       |
| $1 000 Seven Card Stud       | Sid Gammerman                   | $52 000    | Okänt       |
| $400 Ladies' Seven Card Stud | Ruth Godfrey                    | $17 600    | Okänt       |
| $1 000 Seven Card Razz       | Bruce Hershenson                | $34 500    | Okänt       |
| $1 000 Seven Card Stud Split | Johnny Moss                     | $33 500    | Okänt       |
| $5 000 Seven Card Stud       | A. J. Myers                     | $67 500    | Okänt       |
| $2 500 Ace to Five Draw      | Mickey Perry                    | $46 250    | Jack Straus |
| $1 000 No Limit Hold'em      | Dudy Roach                      | $81 000    | Okänt       |
| $1 000 Ace to Five Draw      | Glen Rodgers                    | $44 000    | Okänt       |
| $10 000 Deuce to Seven Draw  | Stu Ungar                       | $95 000    | Okänt       |

## Main Event
75 stycken deltog i Main Event. Varje deltagare betalade $10 000 för att delta.

### Finalbordet
| Placering | Namn          | Pris     |
| --------- | ------------- | -------- |
| 1         | Stu Ungar     | $375 000 |
| 2         | Perry Green   | $150 000 |
| 3         | Gene Fisher   | $75 000  |
| 4         | Ken Smith     | $37 500  |
| 5         | Bill Smith    | $37 500  |
| 6         | Jay Heimowitz | $30 000  |